# ポールケの定理
ポールケの定理（ポールケのていり、英: Pohlke's theorem、独: Satz von Pohlke）は、軸測投影の基礎的な結果である。1853年にドイツの図法幾何学教師カール・ヴィルヘルム・ポールケによって発見された。1864年、ポールケの学生のドイツの数学者ヘルマン・シュヴァルツによって最初の証明が与えられたことからポールケ・シュワルツの定理（theorem of Pohlke and Schwarz、Pohlke-Schwarz's theorem）とも呼ばれる。

## 主張

ポールケの定理

平面上で点Oから3点U, V, Wに向けて3線分OU, OV, OWを描く。このとき、3辺OU, OV, OWの平行射影がOU, OV, OWであるような立方体を構成することができる。
単位立方体の射影においては、空間または平面上で拡大縮小の操作が必要となる。平行射影および拡大縮小の操作の際、辺の比は保存されているため、下に挙げるように軸測投影によって任意の点を射影像として得ることができる。
線型代数学の言葉でポールケの定理を述べることができる。
3次元空間から平面への任意のアフィン写像は相似変換と平行射影の合成と見なすことができる。

## 軸測射影への応用

軸測射影の原理。

ポールケの定理は座標系を用いて3次元の対象の相似平行射影を構成するための、次に説明する手順を正当化するものである。
1. 各座標軸が点へ縮退しないように座標軸を見る角度を設定する。
2. 各座標軸を長さがvx, vy, vz > 0となるまで短縮する。
3. 空間のP = (x, y, z)の像となる点Pは、点Oからスタートしてこの手順で決定される。

Oをx軸方向へvx・x 、y軸方向へvy・y、z軸方向へvz・z移動する。
4. 移動後の点がPと一致する。
歪みのない画像を得るためには、軸の取り方とその短縮を慎重に行う必要がある。直投影を得るには軸の取り方は厭われないが、軸の短縮方法は一定となる。

## シュヴァルツによる証明
シュヴァルツはより一般的な主張を定式化・証明した。
任意四角形の頂点は、ある特定の四面体と相似な四面体の頂点の斜平行射影として定めることができる。
証明にはリュイリエの定理を用いた。
任意の三角形は、一定に形の定められた三角形の直射影として得ることができる。